# داني وليامز (لاعب دوري الرغبي)
داني وليامز (بالإنجليزية: Danny Williams)‏ هو لاعب دوري الرغبي أسترالي، ولد في 1 أكتوبر 1986 في إبسوتش في أستراليا.